# Grand Théâtre de la Ville de Luxembourg
Das Grand Théâtre de la Ville de Luxembourg ist eine Stätte für Theater, Oper und Tanz in Luxemburg.
Das Theater wurde nach vierjähriger Bauzeit 1964 eröffnet. Der große Saal („Grande Salle“) hat 934 Sitzplätze, der kleine Saal („Studio“) 400 Sitzplätze.
Im Theater fanden der Concours Eurovision de la Chanson 1973 und 1984 statt.
Bei der Einweihung nannte man das Theater Nouveau Théâtre de Luxembourg, danach lange Théâtre Municipal Luxembourg und seit 2003 Grand Théâtre de la Ville de Luxembourg.
Architekt des Gebäudes ist der Franzose Alain Bourbonnais.